# Cnemotrupes blackburni
Cnemotrupes blackburni — вид жуков-навозников, делящийся на два подвида. Распространены в Соединённых Штатах.

## Описание
Жуки длиной от 10 до 18 мм. Переднеспинка несколько крапчатая, надкрылья имеют сильно выраженные страты. Окрашены в чёрный и медный цвета.

## Подвиды

### Geotrupes blackburnii blackburnii(Fabricius, 1781)
Номинативный подвид Cnemotrupes blackburni длиной 10—18 мм, окрашенный в чёрный цвет с малозаметным медным оттенком, имеет металлический отблеск. Переднеспинка сбоку имеются две ямки, а также удлинённая яка вдоль посередине. Страты надкрылий немного крапчатые. Шов дефектный у основания.
Встречается на побережьях от Мэна до Флориды и на запад до Огайо.

#### Синонимия
- Scarabaeus blackburnii Fabricius 1781:20
- Geotrupes conicollis Jekel 1865
- Geotrupes jekelii Horn 1868
- Cnemotrupes blackburnii (Fabricius), Zunino 1984

### Cnemotrupes blackburni excrementi(Say, 1823)
Окрашен в медный цвет. Длиной около 14 мм.
Распространён на западе гор Аппалачи до штата Техас.